# Relictocera wugen
Espèce
Relictocera wugen est une espèce d'araignées aranéomorphes de la famille des Psilodercidae.

## Distribution
Cette espèce est endémique de la province de Quảng Bình au Viêt Nam,. Elle se rencontre vers 261 m d'altitude dans le parc national de Phong Nha-Kẻ Bàng.

## Description
Le mâle holotype mesure 1,70 mm et la femelle paratype 2,50 mm.

## Publication originale
- Chang, Li & Li, 2019 : On the genera Qiongocera and Relictocera (Araneae,Psilodercidae) from Southeast Asia. ZooKeys, no 862, p. 61-79 (texte intégral).